# 東油山川
東油山川（ひがしあぶらやまがわ）は、福岡県福岡市の油山を源流とし、福岡市城南区東油山１丁目付近で駄ケ原川に合流する準用河川である。